# 베르나르 퐁트넬

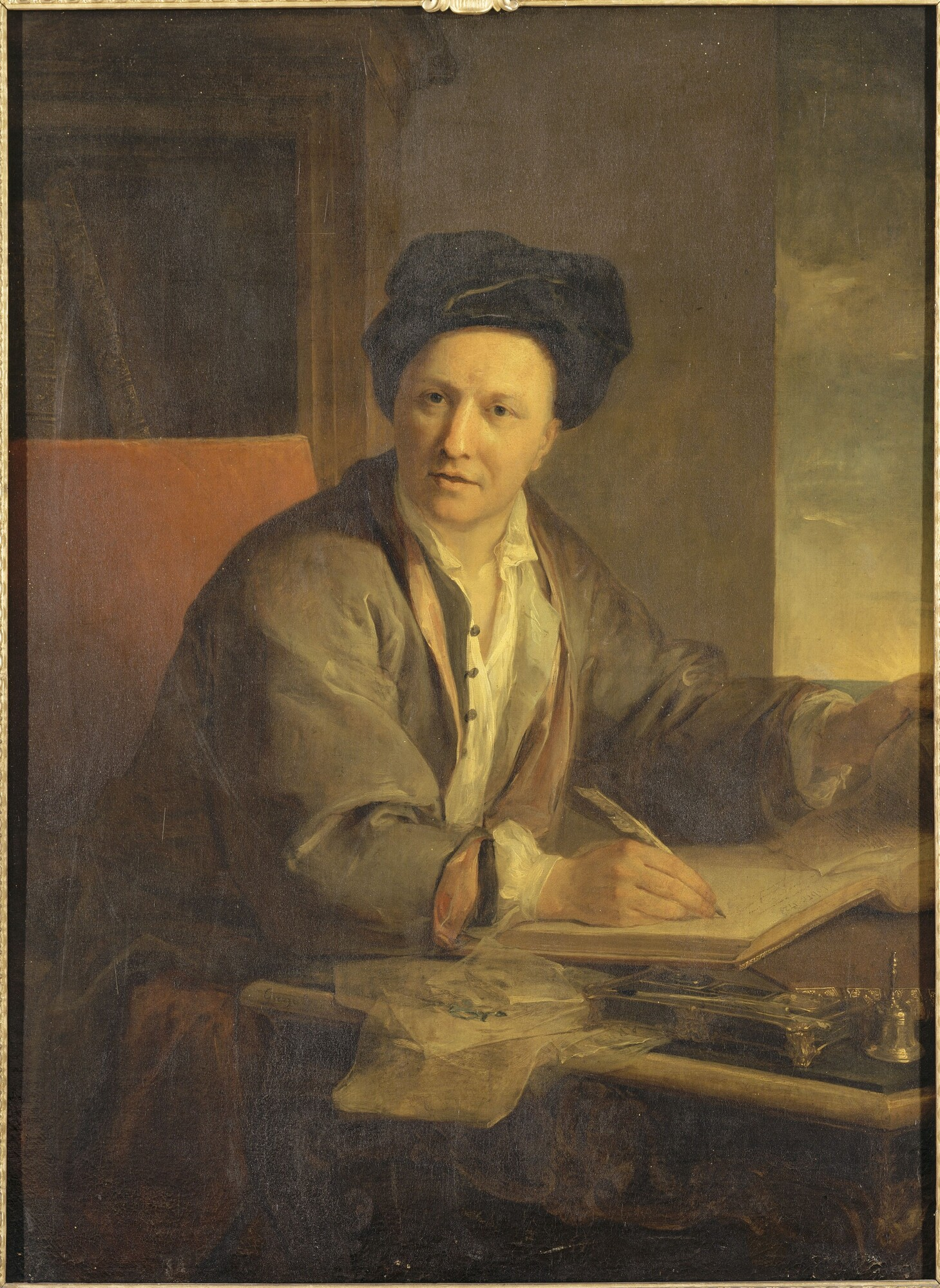
베르나르 퐁트넬

베르나르 르 보비에 드 퐁트넬(프랑스어: Bernard Le Bovier de Fontenelle, 1657년 2월 11일 ~ 1757년 1월 9일) 또는 베르나르 퐁트넬은 프랑스 백과전서파(百科全書派)의 선구적인 계몽주의 사상가이자 문학자이다. 루앙에서 출생하여 숙부인 코르네유에게 양육되었다. 변호사였으나 작가를 지망하여 파리의 살롱에 출입하면서 문학 작품보다도 광범하고 기민한 재능에 의해서 인기가 있었다. 《세계의 다양성에 관한 대화》에서는 천문학에 대한 일반인들의 무지를 계몽하기 위해서 천문학 이야기를 쉽게 풀어 설명해 가면서, 종래의 지배적이었던 신학적 우주창조설이나 지구중심적 우주관을 부정하였다. 《신탁사(神託史)》에서 고대의 신탁이나 그리스도교의 기적에 대하여 합리주의적 비평을 가하여 신화나 종교에 의해 왜곡된 역사의 실체를 폭로하여 18세기 격렬한 반종교주의자, 계몽사상 선구자의 성격을 분명히 드러냈다. 《고대인·근대인의 우열 논쟁》에서는 라 브뤼예르가 조소(嘲笑)한 '진보의 관념'을 옹호하였고, 한편 과학적 지식의 보급자로서 회의적이고 합리적인 정신에 의해서 종교적 교의(敎義)와 예언의 공허함을 밝히고 자연법칙의 항상성(恒常性)을 주장했다. 또한 아카데미 프랑세즈의 종신 간사로서, 아카데미 프랑세즈에 제출된 연구논문집을 간행했다.

## 저서
- 《사자(死者)의 대화》(1683년)
- 《세계의 다양성에 관한 대화》(1686년)
- 《신탁사(神託史)》(1687년)
- 《고대인과 근대인의 우열 논쟁》(1688년)